# Спомен костурница палим Југословенима у Барлети
Спомен костурница убијеним Југословенима је споменик подигнут на гробљу у Барлети, крајем шездесетих година, у част Југословена убијених у Првом и Другом Светском Рату.

## Историја
Војници сахрањени у Барлети припадали су НОБ-у, партизанској формацији југословенског националног ослобођења. Пошто су повређени током ослободилачке борбе, пребацили су их Енглези у војне болнице у јужној Италији, у југословенском војном кампу словенско који су организовали 1944. године северо-западно од гробља у Барлети; један официр се лично старао за сахране војника, а затим је регистровао сахрану у посебном регистру у који је уписивао детаље преминулог.

### Обезбеђивање простора
Године 1967. Министарство спољних послова је затражило од Општине Барлета да додели југословенској влади површину од 2.100 м² за изградњу на грађанском гробљу Спомен костурнице за пале Југословене сахрањене у Барлети и за оне који су били у гробљима у околним градовима. Општинска управа, тумачећи и осећања становништва, није оклевала да пристане на захтев: чин доделе површине на употребу је извршен у Риму 10. јануара 1968. године у Министарству спољних послова.
Том приликом градоначелник Морели се показао посебно наклоњен тој иницијативи, „надајући се да ће односи искрене сарадње и пријатељства између италијанског и југословенског народа све више јачати и поштовањем оних који за своју домовину жртвовали свој живот и младост”.

### Посета председника Шпиљака Барлети
Након тога 13. јануара 1968. председник Савезног већа Југославије, Мика Шпиљак, отишао је у Барлету да ода пошту телима 174 пала Југословена већ сахрањена на локалном гробљу.
Тој посебно дирљивој пригоди присуствовале су највише политичке и војне власти, укључујући и председника Комитета министара Југа, Ђулија Пастореа, југословенских амбасадора у Риму и Београду, префекта Новело, квестора Лацкуавити, пуковника Басо из Општег комесаријата за погребе палих у рату, команданта војне посаде потпуковника Курзиа, као и највиших представника полиције и целог градског већа, којим је председавао градоначелник Микеле Морели.
Након што је пренео председнику Шпиљаку поздраве града, градоначелник Барлете је изјавио:
Барлета љубоморно чува посмртне остатке дела младих синова југословенског народа; и они су хероји који, иако у самртном сну, чувају са супротне јадранске обале своју родну земљу, своје најдраже, призивајући братску љубав и мир међу свим људима. Они нас упозоравају да наставимо путовање које смо већ предузели за све чвршћу лојалну и пријатељску сарадњу између југословенског и италијанског народа у економском, културном, техничком и научном сектору.
Присетивши се задовољства са којим је становништво примило вест о изградњи споменика палим Југословенима, градоначелник Бралете је затим замолио председника Мику Шпиљака да буде гласник поздрава Барлете племенитом југословенском народу и тумач нашег дубоког саучешћа породицама палих који су овде сахрањени: реците, господине председниче, тим породицама, са колико љубави чувамо посмртне остатке оних који су за комовину жртвовали младост и живот.
Председник Савезног већа Југославије, одговарајући на срдачну молбу, је рекао да је „искрено дирнут топлом добродошлицом која му је пружена” и изразио дубоку захвалност за љубазну пажње са којом су становници Барлете чували остатке палих Југоловена, додајући:
{{Quote|text=Није без дубоког значења одлука да се изгради, захваљују брзој, добродошлој сарадњи града Барлете, управо овде на обали Јадрана, спомен палим Југословенима: Јадранско море не раздваја, него повезује наша два народа, и увек што потпунијем испуњењу тог циља су упућени напори италијанске и југословенске владе.

### Предаја високих признања за односе са бившом Југославијом
Као доказ посвећених напора и односа сарадње у току, 20. маја 1968, у дипломатском седишту амбасаде у Риму, градоначелник Барлете је одликован Орденом југословенске заставе са златном круном, највишим признањем Балканских држава, додељене „за високе домете добијене у сарадњи за развој добрих односа између Италије и Југославије.”.

### Састанак у Београду са председником Шпиљаком
Дана 7. априла 1969. делегација општинске управе Барлете, састављена од градоначелника, заменика градоначелника, адвоката Франческа Капурса, саветника за финансије витеза Алда Бернардинија, је отпутовала у Београд на позив југословенске владе.
Високу делегацију је примио председник Шпиљак који је поново изнео захвалност југословенских народа према Барлети, за пажњу и уважавање са којим чува и наставља да чува посмртне остатке њених палих, за несебичну понуду која ће дозволити, после много година, Југославији да окупи на једном месту тела војника, истичући дух сарадње и братства између два народа у нади да ће ова атмосфера међусобних симпатија моћи да буде основа све корисније размене.
Градоначелник Морели је заузврат потврдио поштовање Барлете за све пале у рату, наглашавајуц́и „чежњу за миром, благостањем и напретком који покреће становништво Пуље у процесу грађанског, социјалног и економског унапређења.”

### Братимљење Барлете и Херцег Новог
Након тога 23. септембра 1969 се кренуло да се конкретизује оно што су новине из тог периода дефинисали као „мост” на Јадранском мору између Барлете и Херцег Новог. У складу са оним што су договорили градоначелници и општинска већа два града још од маја те године, потписано је братимљење између Барлете и црногорског града Херцег Новог, са намером да се промовише је конкретнија сарадња између те две земље.
Током церемоније братимљења, градоначелник Влаович нагласио је да до братимљење није дошло случајно, већ је могла да се оствари и због услужности коју је понудио град Барлета у изградњи спомен костурнице палим Југословенима преминулим у јужној Италији и на острвима током последњег рата. 
Градоначелник Барлете је пренео поздраве и радост целог града Барлете, вољне да склопи са градом Херцег Новим пакт побратимства „који ће бити симбол јединства и мира између два народа, подстакнут љубављу и везом мртвих ц́е почивати у Спомен костурници у гробљу Барлета", додајуц́и да је:
„Братимљење, осим што је симболичан гест, требало да буде на нивоу практичног живота остварење економских и трговинских, културних и духовних односа између два народа, кроз размену новости и помоћи, увод у заједници не само од две суседне нације, већ и оне европских нација и светских, ако сви буду развијали и гајили сличне иницијативе.”.

### Церемонија инаугурације
Спомен костурници палим Југословенима је проглашена 4. јула 1970. године, у присуству највиших италијанских званичника, велике југословенске делегације и рођака погинулих бораца. 
Посебно потресна је била изјава мајке једног палих бораца Отпора, која је у дубокој тишини, одржала говор пун емоција:
„Дечице моја, и ти, сине мој! На овом тужном скупу твоја мајка је поносна што је дала живот оном који је тај живот понудио домовини. Горда сам и поносна чак и ако, уместо тебе, имам овај величанствени споменик. Пали сте за нови живот, нову генерацију, нови фронт због кога могу да поднесем мајчински бол. Сине мој, твоја мајка је сада поносна на тебе; чак и ако је сама, није сама; заједно је са новим генерацијама наше слободе за коју си пао.”
У име владе Републике Италије, подсекретар за спољне послове, госпођа Сализони, је изјавила да:
„Наше присуство овде у Барлети изразито симболизује заједничку жељу наша два народа у част сећања на оне који су дали своје животе за одбрану своје домовине. Јадранско море данас, више него икад не раздваја, већ уједињује обале наше две Земље уједињене заједничком тежња за миром, слободом, напретком.”
Затим је уследило преношење од шест кутија у крипту и церемонију полагања венаца: од града Барлете, од италијанског министра одбране, италијанске владе, југословенске владе, партизана из Пуље и председника Тита.
Шеф југословенске делегације, након што је затворио крипту, дао је њене кључеве градоначелнику Барлете, након што је похвалио понос и љубав са којима је град прихватио посмртне остатке храбрих војника, нагласио је осећања пријатељства које повезује два народа.

## Опис
Спомен костурница Барлета, где леже посмртни остаци више од осам стотина југословенских партизана, и даље представља један од три најважнијих које постоје у Италији, заједно са оним у Прима Порта у близини Рима и Сансеполкро у провинцији Арецо. Овај импозантни споменик дизајнирао је Душан Џамоња, вајар међународне славе који је умро 2009. године у осамдесетпрвој години. У интервјуу објављеном неколико година пре његове смрти, он је истакао Костурницу у Барлети међу радовима на којима је у потпуности могао да изрази своју експресивну уметност.
Цела грађевина заузима укупну површину од преко две хиљаде квадратних метара, која се налази у области северозападно од гробља Барлете. Костурница се протеже на дужини од 70 метара и ширини од 20, а структурирано је на два нивоа укупне висине 11 метара.
У Горњем делу су високи стубови и огромне надгробне плоче, у потпуности израђени од армираног бетона, који се састављају према центру композиције где се налази светларник кружног облика.
Преко гранитног степеништа приступа се подземној крипти, у којој се налазе посмртни остаци југословенских партизана палих у току ослободилачког рата. Њихова имена су уклесена у два велика бронзана портала, постављена један насупрот другом на полукружним зидовима крипте и поређана, у два низа „палих и умрлих у јужној Италији” и „несталих на територији јужне Италије”.
Из главне собе приступа се тераси с погледом на супротну обалу Јадрана, скоро као да се жели да се нагласи блискост и дух сарадње између два народа. У средишту пода крипте је велики кружни отвор покривен мозаиком црвене боје да би се симболизовала крв коју су пролили југословенски борци током италијанског антифашистичког и антинацистичког отпора.

## Галерија слика
- Улаз у крипту споменика
- Један од улаза у споменик
- Време је споразум о сарадњи између градова Барлета, и Херцег-Нови